# MIND食
神経変性遅延に介入する地中海式-DASH食事療法、またはより一般的に、MIND食は、DASH食（高血圧を止めるための食事療法）と地中海食の一部を組み合わせたものである。 DASH食と地中海食のいずれも、認知を改善することが示されている。ただし、どちらも神経変性を遅らせるために開発されたものではない（例：アルツハイマー病）。 そこで、マーサ・クレア・モリス（栄養疫学者）が率いるラッシュ大学医療センターのチームは、MIND食の開発に取り組んだ。 DASH食や地中海食と同様に、MIND食は新鮮な果物、野菜、豆類の摂取を重視している。 MIND食には、葉物野菜やベリーなど、認知機能の低下を遅らせることが科学的に裏付けられた特定の食品を推奨している点も挙げられる。 近年の研究では、MIND食は、地中海食またはDASH食だけの場合よりも認知機能低下を軽減するのに効果的である可能性が示されたが、因果関係はまだ特定されていない。 追加試験から、MIND食の順守の度合いがMIND食の神経保護効果に影響を与えることもわかった。 

## 背景と開発
アルツハイマー型認知症は、65歳以上の米国人口の10％に発症している。これは、発症者数530万人に相当する。 アルツハイマー型認知症の特徴は、認知機能の低下である。高齢者における認知機能低下の進行速度が遅くなれば、公衆衛生と経済に重大な(好)影響を与えうる。 最近、認知機能低下やその他の慢性疾患を軽減しうる手法として、ライフスタイル医学が研究されている。ライフスタイル医学は、食事、運動、および対処メカニズムの見直しを伴うこともある。 地中海食やDASH食を含むさまざまな食事療法が、認知機能の低下に関連して調査されてきた。地中海食もDASH食も、認知機能の低下を遅らせるために特別に開発されたものではないが、どちらもある程度、神経の保護に効果的だった。 認知機能の保護に特化した食事療法を開発するために、シカゴのラッシュ大学医療センターのグループは、地中海食とDASH食の構成要素を取り入れ、それらを食事療法・認知症の両分野から推奨されるものと組み合わせた。 具体的には、葉物野菜とベリーの摂取は認知機能の低下を防ぐことが、人間およびげっ歯類のそれぞれに対して行った研究からわかった。  MIND食は、ラッシュ大学記憶加齢研究プロジェクトなどのいくつかの研究を通じて検証された。しかし、食事療法と認知機能低下の因果関係は特定できなかった。

## 研究
MIND食はかなり新しいもので、その食事療法とその有効性を説明する最初の記事は2015年に発表された。  この最初の研究では、ラッシュ大学アルツハイマー病センターの記憶加齢研究プロジェクトの参加者を対象にして、5年間にわたって50歳以上の960人の参加者を追跡した。 認知能力の変化は、MIND食の特定の栄養成分と相関していた。 毎日の食事にMIND食推奨食品を多く摂取したときは、これらの食品を摂取しなかったか、接種量が少なかったときよりも、認知機能の低下が少ないという関連があった。 追加調査では、同じ調査対象集団内で、MIND食の有効性を地中海食およびDASH食の有効性と比較した。  この研究は、すべての食事療法が厳密に守られている場合、アルツハイマー病の発症を予防できることを示した。 MIND食は、順守の度合いが穏やか場合でも効果があった。 この研究はまた、MIND食を順守した場合は、地中海食またはDASH食を順守した場合よりも、認知機能低下の予測に対して、より正確であることを示した。  MIND食は有望な結果を示しているものの、これらの結論を確認するには、別の集団をベースにした研究で調査結果を再現する必要がある。ここで説明する2つの研究の欠点は、因果関係を特定できなかったことである。原因と結果を判断するには、管理された食事療法介入研究が必要である。 
特定の病気を予防するための食事療法を考案するときは、個々の栄養素が人体に与える影響を知る必要がある。 MIND食は、神経生理学と解剖学に基づき、個々の栄養素または食品の影響を調査する将来の研究によって改善しうる。 研究者、栄養士、および一般の人々がデータから正確な結論を引き出すことができるように、文化的に適切な方法で食事を記録を取ることも有益である。 

## 推奨食品
MIND食で推奨される食品： 
- 全粒穀物：1日3食以上
- その他の野菜：少なくとも1日1食
- ワイン：1日1杯
- 緑の葉物野菜（ほうれん草やサラダの野菜など）：少なくとも週に6食
- ナッツ：週5食
- 豆類：少なくとも週に3食
- ベリー類：週2食以上
- 家禽（鶏肉や七面鳥肉など）：週に2食
- 魚：週に1食
- オリーブオイル：主な食用油として使用。

MIND食で控えるべき食品： 
- バターとスティックマーガリン：1日大さじ1杯まで
- ペストリーとスイーツ：週5食まで
- 赤身の肉：週4食まで
- チーズ：週1食まで
- 揚げ物またはファーストフード：週1食まで

## 参照
- 食事療法リスト

## 関連文献
- Berendsen, Agnes A.M.; Kang, Jae H.; van de Rest, Ondine; Jankovic, Nicole; Kampman, Ellen; Kiefte-de Jong, Jessica C. ,etal (2017-03). “Association of Adherence to a Healthy Diet with Cognitive Decline in European and American Older Adults: A Meta-Analysis within the CHANCES Consortium”. Dementia and Geriatric Cognitive Disorders 43 (3-4):  215-227. doi:10.1159/000464269. ISSN 1420-8008.
- Dhana, Klodian; James, Bryan D; Agarwal, Puja; Aggarwal, Neelum T; Cherian, Laurel J; Leurgans, Sue E; Barnes, Lisa L; Bennett, David A; Schneider, Julie A (2021). “MIND diet, common brain pathologies, and cognition in community-dwelling older adults”. Journal of Alzheimer's Disease (IOS Press) 83 (2):  683-692. doi:10.3233/JAD-21010. "〈抄訳〉 MIND食は、一般的な脳の病状とは無関係に、より良い認知機能と関連しており、MIND食が高齢者の認知回復力に寄与する可能性があることを示唆している。"
- Koch, Manja; Jensen, Majken K (2016). “Association of the MIND diet with cognition and risk of Alzheimer's disease”. Current Opinion in Lipidology (LWW) 27 (3):  303-304. doi:10.1097/MOL.0000000000000304.
- マケボイ、CT、ガイアーH、ランガKM、ヤッフェK.（2017）。神経保護食はより良い認知機能と関連：健康と退職の研究。アメリカ老年医学会誌。
- Langa KM、Larson EB、Crimmins EM、Faul JD、Levine DA、Kabeto MU、WeirDR。 （2017）。 2000年と2012年の米国における認知症の有病率の比較。 JAMA内科。 177（1）、51-58。